# Moralito
Moralito est l'une des cinq paroisses civiles de la municipalité de Colón dans l'État de Zulia au Venezuela. Sa capitale est El Moralito.